# 촌스러운 사랑 노래 주인찾기 프로젝트
《촌스러운 사랑 노래 주인찾기 프로젝트》는 2020년 11월 27일부터 2020년 12월 4일까지 유튜브에서 방송된 오디션 프로그램이다. 박진영이 만들어 놓고 아직 부를 사람을 찾지 못한 노래 '촌스러운 사랑 노래'를 부르게 될 사람을 선정하는 프로그램이다. 최후의 1인은 JYP와 계약을 하고 '촌스러운 사랑 노래'로 활동할 수 있는 기회를 얻게 된다.

## 참가자
- 금잔디
- 펭수
- 카피추
- 요요미 : 최종 우승
- KCM
- 권진아
- 순순희
- 글로우맘(최윤정)[1]
- 빛나는 유진(김유진)[2]
- 지현[3]